# Marie Thumas
 (mai 2011).
Si vous disposez d'ouvrages ou d'articles de référence ou si vous connaissez des sites web de qualité traitant du thème abordé ici, merci de compléter l'article en donnant les références utiles à sa vérifiabilité et en les liant à la section « Notes et références ».

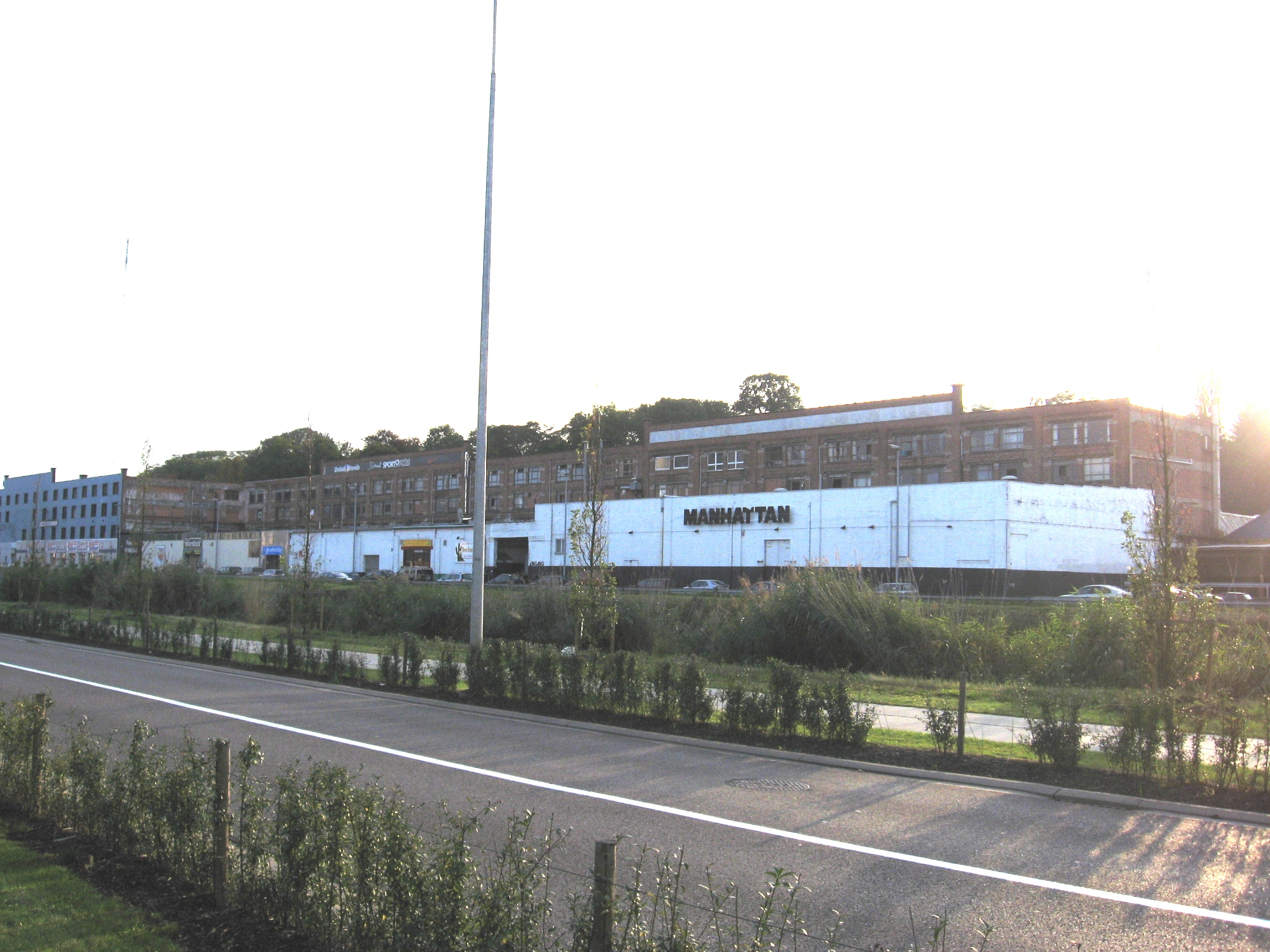
Usine Marie Thumas de Wilsele

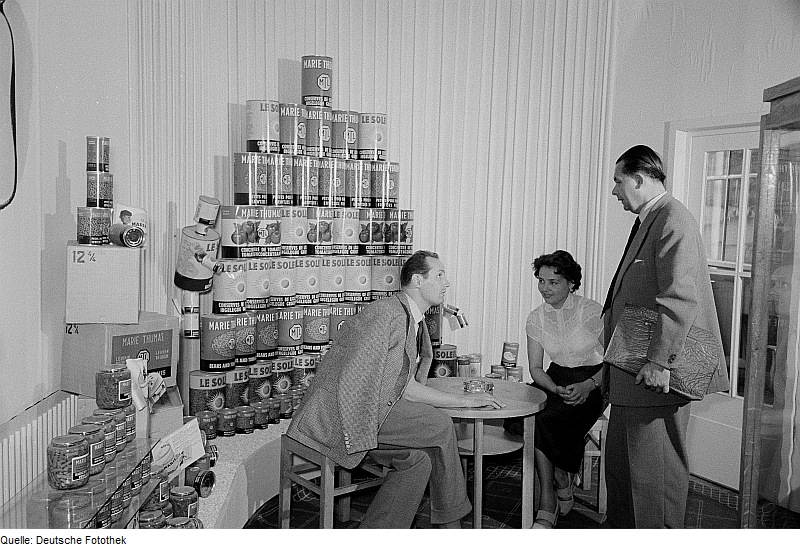
Boîtes de conserve et bocaux Marie Thumas (Foire d'automne de Leipzig, 1954).

Marie Thumas était une entreprise belge qui produisait des légumes en conserve. En Belgique, c’était l'une des marques les plus connues. 
La première usine de conserves belge est fondée en 1886 par l’ingénieur Edmond Thumas, venant de Tournai. Le nom de l'entreprise Marie Thumas vient du nom de sa femme, Marie Durieux. L’usine se situe près du Canal Louvain-Dyle à Wilsele.  À l’origine, il y a seulement une vingtaine d’ouvriers. Mais avant la Seconde Guerre Mondiale, pendant la saison estivale, il y a déjà 600 femmes et 300 hommes. Après la guerre, on commence également à traiter les fruits et les soupes en conserve. 
À partir de 1913, Marie Thumas travaille en coopération avec l’usine de conserves Le Soleil (venant de Malines) pour l’achat des boites de conserve.   
Pendant la Seconde Guerre mondiale, Marie Thumas fit don d'un "nombre considérable de boîtes de conserve" au R.P. Bruno afin de l'aider à nourrir de nombreux enfants juifs qu'il avait pris en charge afin de les cacher et de leur permettre ainsi d'échapper aux autorités occupantes.   
En 1945, « Marie Thumas » rachète l’usine complète Le Soleil. Le nom de la marque Le Soleil existera jusqu’en 1957, et après cela, on ne produira plus que sous la marque « Marie Thumas ». Sous le régime de Marie Thumas, l’entreprise devient Eurocan, premier fournisseur de boîtes de conserve pour le marché européen.
Malgré un marché décroissant pour les légumes en conserve, Marie Thumas rachète en 1973 « Mon Jardin », une usine de conserves à Geer, en Wallonie. En 1977, l’usine à Wilsele est fermée et depuis on ne produit plus qu’à Malines et à Geer.  
En 1980, Marie Thumas est rachetée par « Bonduelle », un fabricant de conserves français. Bonduelle vend l’usine de Geer à la région wallonne, mais l’usine, elle aussi, va vite fermer. On redémarre en 1985 sous le nom HesbayeFrost, une usine pour des légumes congelés. 
A Malines, la production continue jusqu’en 1991. La destruction de l’usine a lieu en 1994. Depuis le début du XXIe siècle, le nom Marie Thumas est définitivement remplacée par la marque Bonduelle.
L’artiste belge Arno honore « Marie Thumas » en chantant son numéro « Marie Tu M’As ».
Le premier méga-dancing belge, le « Manhattan », est ouvert dans une partie de l’ancienne usine à Wilsele (faisant partie de Louvain depuis 1977) en 1981. En 1989, la discothèque est transformée en studios pour enregistrer des émissions de télé. 
- 1886 : fondation par Edmond Thumas
- 1913 : coopération avec « Le Soleil »
- 1945 : rachat de « Le Soleil »
- 1957 : disparition de « Le Soleil », et de « Eurocan »
- 1973 :	rachat de « Mon Jardin »
- 1977 :	fermeture de l'usine Wilsele
- 1980 :	rachat par « Bonduelle »
- 1985 :	démarrage de « HesbayeFrost »
- 1991 :	fermeture de l'usine de Malines
- Début XXIe siècle : disparition de « Marie Thumas », « Bonduelle »
- 2025: la marque est propriété de Dicofood et revient dans les magasins en proposant une gamme de légumes surgelés "prêts à l'emploi".